# Le Redoutable (S 611)
Le Redoutable (S 611) (ossia Il Temibile) è un sottomarino nucleare lanciamissili balistici (in francese: sous-marins nucléaires lanceurs d'engins (SNLE)) della marina francese. Costruito fra la fine degli anni '60 e l'inizio degli anni '70, è famoso per essere il primo sottomarino a propulsione nucleare costruito in Francia.

## Storia
Al primo sottomarino nucleare francese fu assegnato in cantiere il nome di Q244: la costruzione iniziò alla fine degli anni '50 ma fu abbandonata perché il reattore (costruito separatamente) si dimostrò incapace di produrre un'energia sufficiente per il completo funzionamento del battello.
Il progetto del Q244 portò comunque nel 1963 alla costruzione del Gymnote, un sottomarino diesel-elettrico dotato di 4 tubi lanciamissili (il primo di questo genere costruito in Francia). 
Nel corso della sua vita operativa, il Gymnote servì anche come sottomarino sperimentale per lo sviluppo dei sistemi di lancio degli SLBM.
Il 2 marzo 1963 venne presa la decisione di costruire il primo SSBN francese, chiamato in cantiere Q-252.
I lavori iniziarono alla fine del 1964 a Cherbourg, sulla base dei progetti dell'ingegnere André Gempp: l'obiettivo era creare un battello subacqueo di oltre 9000 t, capace di lanciare 16 missili con testata nucleare con potenza di 450 Kt (450.000 tonnellate di tritolo) fino a 2000 km.
Il 29 marzo 1967 il battello fu varato (padrino del varo fu de Gaulle) con il nome di Le Redoutable ed entrò in servizio a Brest il 1º dicembre 1971.
Alla fine il sottomarino costò 10,8 miliardi di franchi (circa 1,57 miliardi di Euro), cioè quasi il 12% del budget speso dalla Francia nei primi 15 anni per lo sviluppo del proprio arsenale nucleare.

### Impiego operativo
Una volta in servizio, Le Redoutable fu equipaggiato con 16 missili balistici M1, sostituiti nel 1974 con gli M2 ed infine con gli M20 (questi ultimi con una testata di 1 Mt e una gittata di oltre 3000 km).
L'equipaggio era composto da 135 uomini (120 marinai e 15 ufficiali) suddivisi in due squadre chiamate "Le Blues" e "Les Rouges", che si alternavano per garantire la continua operatività del battello.
In 20 anni di servizio, Le Redoutable ha compiuto 51 pattuglie di deterrenza (dalla durata di circa 70 giorni ciascuna), con 90.000 ore di immersione e 1,27 milioni di chilometri percorsi (l'equivalente di viaggiare 32 volte intorno alla Terra).

### Destino
Il sottomarino fu radiato il 1º dicembre 1991 e si decise di preservarlo. Nel 2000 venne tirato in secco e iniziarono i lavori per renderlo una nave museo a Cherbourg (in particolare venne rimossa la sezione del reattore, sostituita con un compartimento vuoto). 
Nel 2002 il battello venne collocato in un bacino di carenaggio di 136 m al museo marittimo Cité de la Mer di Cherbourg e aperto al pubblico. 
Oggi (2024) è l'unico SSBN aperto al pubblico nonché il più grande sottomarino visitabile al mondo.